# Eleuterio Pedraza
José Eleuterio Pedraza Cabrera (Esperanza, Las Villas, Cuba; 18 de abril de 1903-Miami, Florida, Estados Unidos; 17 de julio de 1989) fue un militar cubano.

## Vida
Ingresó al ejército en 1919. En 1927 ascendió a sargento. El 4 de septiembre de 1933 fue miembro de la Junta de los Ocho (o Junta Revolucionaria de Columbia) durante el Golpe de Estado en Cuba de 1933 dirigido por Fulgencio Batista que puso fin al gobierno de Carlos Manuel de Céspedes y Quesada. En 1933 fue ascendido a capitán y ayudante del jefe del Ejército, comandante, y después Inspector General del Ejército con grado de teniente coronel. En 1934 fue jefe de la policía en la capital, gobernador militar de La Habana en 1935, y en 1936 fue jefe de la Policía Nacional con el grado de coronel auxiliar. Ese año hubo una conspiración del entonces miembro de Joven Cuba (grupo violento fundado por Antonio Guiteras en 1934) Rolando Masferrer y otros para matarlo, pero fueron apresados. Fue jefe del ejército cubano con grado de coronel desde diciembre de 1939 a febrero de 1941. Durante el gobierno constitucional de Fulgencio Batista (1940-1944) fue destituido por este en febrero de 1941 como jefe del Ejército, por un intento de golpe de Estado contra él dirigido por Pedraza, que era su compadre. No fue enjuiciado, pero fue retirado del ejército junto a otros conspiradores y obligado a salir del país. Viajó entonces a Estados Unidos, y regresó meses después. En marzo de 1945 fue detenido por dirigir un intento de golpe de Estado contra el presidente Ramón Grau San Martín (1944-1948) que se llamó Conspiración del Cepillo de Dientes (se le ocupó a Pedraza un cepillo de dientes y otras pocas pertenencias cuando fue apresado en La Habana).
Por esa causa cumplió un año de cárcel hasta abril de 1947. El día que salió de prisión fue objeto de un atentado fallido. Durante su vida militar asistió a cursos para oficiales militares de alto rango de Latinoamérica en la Academia de West Point en Estados Unidos. Pedraza después se dedicó a los negocios y llegó a ser rico, poseía el central azucarero Zorrilla en Matanzas, y más de 4000 cabezas de ganado en Las Villas (actual Villa Clara), Cuba. 
En abril de 1958 su hijo Tata (Rodolfo Tiburcio Pedraza) murió en la provincia de Las Villas, en un ataque hecho por el insurgente Movimiento 26 de Julio (M-26-7). Ese mismo mes el coronel en retiro Pedraza junto con altos jefes policiales del gobierno de Batista (1952-1959) mataron en Rancho Boyeros, La Habana, al ganadero de Las Villas Aurelio Vilella y a su hijo de 17 años Jaime Hugo por apoyar al M-26-7, y estar implicados en el asesinato de Tata. El 26 de diciembre de 1958 Batista reintegró a Eleuterio al Ejército con grado de mayor general, para que se hiciera cargo de las operaciones militares en Las Villas, pero no llegó a asumir ese mando que fue ocupado por el coronel Joaquín Casillas, trasladado desde el Presidio Modelo donde era jefe. Pedraza se fue de Cuba en un avión en la madrugada del 1 de enero de 1959 hacia Santo Domingo, República Dominicana, después que Batista renunció a la presidencia ese día ante la derrota del Ejército a manos de los rebeldes en la provincia de Las Villas. Pedraza trató de convencer a Batista para que no se fuera del país y tratara de derrotar a los rebeldes, pero no lo logró. En República Dominicana fue protegido del dictador dominicano Rafael Leónidas Trujillo, y conspiró sin éxito para invadir a Cuba desde ese país. En 1967, emigró de República Dominicana a Estados Unidos, donde perteneció a organizaciones de exiliados cubanos que conspiraron sin éxito para derrocar el gobierno de Fidel Castro. Falleció de leucemia en Estados Unidos a los 86 años.